# Freddy Mansveld
Freddy Mansveld (n. 2 august 1911) este un bober ce a reprezentat Belgia, medaliat olimpic. A participat la o ediție a Jocurilor Olimpice (1948) în care a câștigat o medalie de argint.

## Participări
Lista de mai jos prezintă principalele competiții la care a participat Freddy Mansveld de-a lungul carierei.
- bobsleigh at the 1948 Winter Olympics – four-man[*]